# Kevin Kranz
Kevin Kranz (ur. 20 czerwca 1998 we Frankfurcie nad Menem) – niemiecki lekkoatleta, sprinter, srebrny medalista halowych mistrzostw Europy w 2021.

## Osiągnięcia sportowe
Odpadł w eliminacjach biegu na 100 metrów na mistrzostwach Europy w 2018 w Berlinie, a sztafeta 4 × 100 metrów z jego udziałem nie ukończyła biegu eliminacyjnego. Zajął 8. miejsce w biegu na 60 metrów na  halowych mistrzostwach Europy w 2019 w Glasgow.
Zdobył złoty medal w sztafecie 4 × 100 metrów na młodzieżowych mistrzostwach Europy w 2019 w Gävle (sztafeta niemiecka biegła w składzie: Kranz, Marvin Schulte, Deniz Almas i Philipp Trutenat), a w biegu na 100 metrów zajął 4. miejsce.
Na halowych mistrzostwach Europy w 2021 w Toruniu zdobył srebrny medal w biegu na 60 metrów, przegrywając jedynie z Marcellem Jacobsem z Włoch, a wyprzedzając Jána Volko ze Słowacji.
Był mistrzem Niemiec w biegu na 100 metrów w 2018 i wicemistrzem na tym dystansie w 2019, a w hali był mistrzem w biegu na 60 metrów w 2019 i 2021 oraz wicemistrzem w 2022.
20 lutego 2021 wyrównał należący do Juliana Reusa halowy rekord Niemiec w biegu na 60 metrów z czasem 6,52. Jest to aktualny (lipiec 2022) rekord Niemiec w tej konkurencji. W 2024 zdobył brązowy medal mistrzostw Europy w biegu rozstawnym 4 × 100 m.

## Rekordy życiowe
Rekordy życiowe Kranza:
- bieg na 100 metrów – 10,18 s (28 maja 2022, Weinheim; 17 czerwca 2023, Meilen)
- bieg na 200 metrów – 20,89 s (1 lipca 2018, Heilbronn)
- bieg na 60 metrów (hala) – 6,52 s (20 lutego 2021, Dortmund)
- bieg na 200 metrów (hala) – 22,77 s (24 stycznia 2016, Hanau)